# Diaphananthe
Diaphananthe es un género con 33 especies  de orquídeas de hábitos epífitas, originarias del África tropical. 

## Descripción
Es una planta monopodial epífita que crece sobre los árboles o en cestos colgados con maderas ya que tienden a caer si no son soportadas.

## Distribución
Se encuentra en el sur de África tropical hasta Natal.

## Taxonomía
El género fue descrito por Rudolf Schlechter y publicado en Die Orchideen 593. 1914.
Etimología
Diaphananthe: nombre genérico que se refiere a sus flores translúcidas.

## Especies
- Diaphananthe arbonnieri Geerinck, Belgian J. Bot. 126: 256 (1993 publ. 1994)
- Diaphananthe bidens (Afzel. ex Sw.) Schltr., Orchideen Beschreib. Kult. Zücht.: 593 (1914)
- Diaphananthe bueae (Schltr.) Schltr., Beih. Bot. Centralbl. 36(2): 96 (1918)
- Diaphananthe ceriflora J.B.Petersen, Bot. Tidsskr. 49: 167 (1952)
- Diaphananthe delepierreana J.-P.Lebel & Geerinck, Belgian J. Bot. 130: 136 (1998)
- Diaphananthe divitiflora (Kraenzl.) Schltr., Beih. Bot. Centralbl. 36(2): 98 (1918)
- Diaphananthe dorotheae (Rendle) Summerh., Kew Bull. 4: 441 (1949)
- Diaphananthe eggelingii P.J.Cribb, Fl. Trop. E. Afr., Orchid.(3): 526 (1989)
- Diaphananthe fragrantissima (Rchb.f.) Schltr., Beih. Bot. Centralbl. 36(2): 100 (1918)
- Diaphananthe gabonensis (Summerh.) P.J.Cribb & Carlsward, Phytotaxa 71: 45 (2012)
- Diaphananthe garayana Szlach. & Olszewski, Fl. Cameroun 36: 740 (2001)
- Diaphananthe ichneumonea (Lindl.) P.J.Cribb & Carlsward, Phytotaxa 71: 45 (2012)
- Diaphananthe lanceolata (Summerh.) P.J.Cribb & Carlsward, Phytotaxa 71: 45 (2012)
- Diaphananthe lecomtei (Finet) P.J.Cribb & Carlsward, Phytotaxa 71: 45 (2012)
- Diaphananthe letouzeyi (Szlach. & Olszewski) P.J.Cribb & Carlsward, Phytotaxa 71: 45 (2012)
- Diaphananthe lorifolia Summerh., Kew Bull. 14: 235 (1956)
- Diaphananthe millarii (Bolus) H.P.Linder, Kew Bull. 44: 318 (1989)
- Diaphananthe odoratissima (Rchb.f.) P.J.Cribb & Carlsward, Phytotaxa 71: 45 (2012)
- Diaphananthe pellucida (Lindl.) Schltr., Orchideen Beschreib. Kult. Zücht.: 593 (1914)  - especie tipo
- Diaphananthe plehniana (Schltr.) Schltr., Beih. Bot. Centralbl. 36(2): 97 (1918)
- Diaphananthe rohrii (Rchb.f.) Summerh., Kew Bull. 14: 140 (1960)
- Diaphananthe sanfordiana Szlach. & Olszewski, Fl. Cameroun 36: 744 (2001)
- Diaphananthe sarcophylla (Schltr. ex Prain) P.J.Cribb & Carlsward, Phytotaxa 71: 45 (2012)
- Diaphananthe sarcorhynchoides J.B.Hall, Kew Bull. 29: 428 (1974)
- Diaphananthe spiralis (Stévart & Droissart) P.J.Cribb & Carlsward, Phytotaxa 71: 45 (2012)
- Diaphananthe subclavata (Rolfe) Schltr., Beih. Bot. Centralbl. 36(2): 100 (1918)
- Diaphananthe suborbicularis Summerh., Kew Bull. 14: 278 (1958)
- Diaphananthe thomensis (Rolfe) P.J.Cribb & Carlsward, Phytotaxa 71: 45 (2012)
- Diaphananthe trigonopetala Schltr., Orchis 8: 136 (1914)
- Diaphananthe vagans (Lindl.) P.J.Cribb & Carlsward, Phytotaxa 71: 46 (2012)
- Diaphananthe vandiformis (Kraenzl.) Schltr., Orchideen Beschreib. Kult. Zücht.: 594 (1914)
- Diaphananthe vesicata (Lindl.) P.J.Cribb & Carlsward, Phytotaxa 71: 46 (2012)
- Diaphananthe welwitschii (Rchb.f.) Schltr., Beih. Bot. Centralbl. 36(2): 101 (1918)